# Stainz bei Straden
Stainz bei Straden är en ort i  kommunen Straden i Österrike. Den ligger i distriktet Südoststeiermark i förbundslandet Steiermark.
Stainz bei Straden  var tidigare en självständig kommun, men blev den 1 januari 2015 en del av kommunen Straden. Kommunen bestod av fem orter (Ortschaften) (inom parentes invånarantal 1 januari 2024):
- Dirnbach (157)
- Karbach (69)
- Muggendorf (337)
- Stainz bei Straden (259)
- Sulzbach (97)